# Riveiro (Boimorto)
Riveiro (en gallego y oficialmente, O Ribeiro) es una aldea española situada en la parroquia de Boimorto, del municipio de Boimorto, en la provincia de La Coruña, Galicia.

## Demografía
| Gráfica de evolución demográfica de Riveiro entre 2000 y 2018 |
|                                                               |
| Datos según el nomenclátor publicado por el INE.              |